# Витегорський район
Витегорський район (рос. Вытегорский район) — муніципальне утворення у Вологодській області.

## Адміністративний устрій
Складається із 7 сільських та 1 міського поселень:
- Витегорське міське поселення;
- Алмозерське сільське поселення;
- Андомське сільське поселення;
- Анненське сільське поселення;
- Анхімовське сільське поселення;
- Дев'ятинське сільське поселення;
- Кемське сільське поселення;
- Оштинське сільське поселення.